# Fiat 600

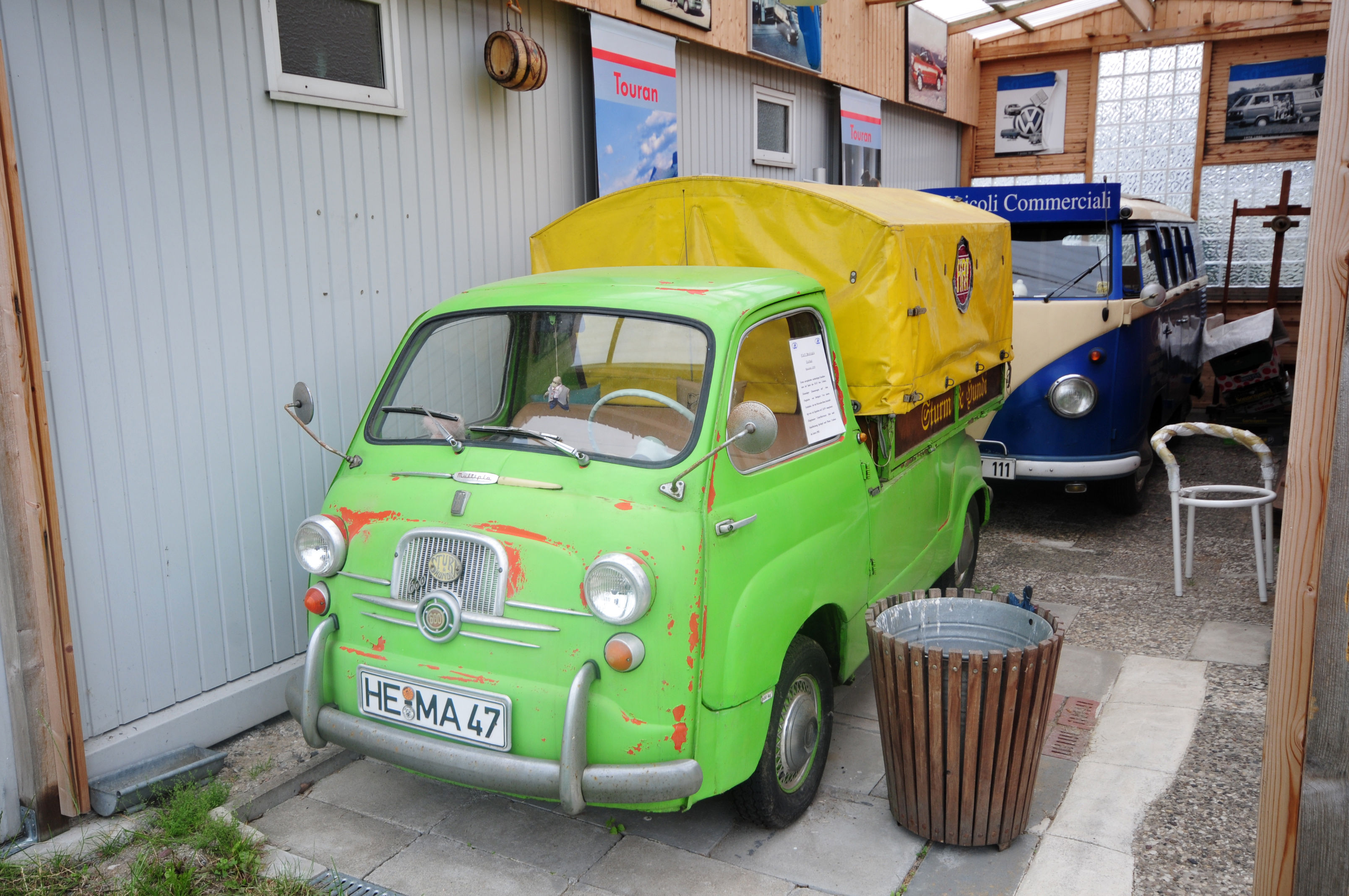
Fiat Multipla

El Fiat 600 és un cotxe produït per la marca italiana FIAT des del 1955 fins al 1969, i és considerat la icona del boom econòmic italià.

## Història
Va ser el primer model de la marca amb motor posterior, en un projecte dirigit per Dante Giacosa, enginyer emblemàtic de la casa, aprofitant la base automobilística d'un altre model popular: el Topolino.
La quantitat fabricada va assolir el nombre de 2.604.000 unitats, a la planta torinesa de Mirafiori, una quantitat extraordinària per a l'època. A més de les unitats fabricades a Itàlia, també va ser produït en altres països, normalment sota llicència.
La més important d'aquestes llicències va ser la de SEAT, que a la seva fàbrica de la Zona Franca a Barcelona, va fabricar-ne 797.319 unitats, la majoria venuts a Espanya, però amb exportacions a Finlàndia, Polònia, Argentina i Mèxic.
També va ser fabricat a l'antiga Iugoslàvia, sota la marca Zastava, a la factoria de Kragujevac, a Sèrbia, fins al 1985. A l'URSS un vehicle similar va ser fabricat amb el nom de Zaporozhets ZAZ-965, des del 1960 fins al 1963.
A l'Argentina als anys 60, 70 i 80, era un cotxe molt popular, sent anomenat Fitito, diminutiu de Fiat. Fabricat per l'empresa Fiat Concord, S.A. va iniciar la producció d'aquest model l'any 1962, aturant-se la producció el 1981, bastant més tard que a Itàlia o Espanya.
Igualment diversos derivats del 600 van arribar al mercat, el més conegut és el Fiat 600 Multipla, monovolum amb 3 files de seients i apte per a 6 places. Es fabricà, per la mateixa Fiat, un model descapotable amb sostre de lona, però mantenint l'estructura de la carrosseria. També va existir el model jardinera, que sota el nom de "Jolly", transformava el carrosser Ghia.
Les adaptacions esportives també es van fer populars, especialment les de la casa Abarth, que a més de comercialitzar transformacions més potents, aconseguiren un ample palmarès a les competicions de l'època.
Les característiques tècniques poden ser consultades amb detall a l'article Seat 600, ja que les cotes, i la seva evolució, van ser paral·leles.
Igualment que el Seat 600 a Espanya, el Fiat 600 representa a Itàlia un bon exponent del miracle econòmic que arriba a la Itàlia septentrional des del 1958 fins al 1963, popularitzant-se a la mateixa hora que d'altres símbols de l'estat del benestar com el televisor i el frigorífic.